# Elko Krisantem
Pour la fleur, voir Chrysanthème.
Elko Krisantem est un personnage de fiction. C'est le domestique fidèle de Son Altesse Sérénissime (SAS) le prince Malko Linge, héros de la série de romans d'espionnage S.A.S. de Gérard de Villiers. 

## Rencontre
La rencontre entre Elko et Malko a lieu en Turquie, au cours du premier roman de la série S.A.S. (SAS à Istanbul, no 1, 1965). Elko, en proie à des problèmes financiers, tente de jouer à la fois le jeu des Américains et des Soviétiques dans un récit concernant la cause de la perte d'un sous-marin par la marine américaine. Malko utilise les services de Krisantem en tant que chauffeur de taxi, mais ce dernier travaille déjà comme tueur à gages pour d’autres personnes et sa mission consiste justement à liquider Linge, « l’homme aux yeux d’or liquide », en utilisant son arme favorite : le lacet étrangleur.
À la fin du roman, Malko embauche Krisantem en qualité de majordome pour son château de Liezen.

## Romans dans lesquels Elko Krisantem joue un rôle important
- SAS à Istanbul (SAS no 1)
- Dossier Kennedy (SAS no 6)
- Le Bal de la comtesse Adler (SAS no 21)
- Berlin : Check-point Charlie (SAS no 29)
- Les Sorciers du Tage (SAS no 40)
- SAS contre PKK (SAS no 135)
- Tuez le Pape (SAS no 142)
- Le Réseau Istanbul (SAS no 154)

## Éléments biographiques
Krisantem utilise un pistolet Astra. Il est naturalisé Autrichien, ce qui lui permet de pénétrer plus facilement en Grèce, pays dans lequel il se sent comme « un renard dans un poulailler ».
Il a fait la guerre de Corée dans le bataillon turc de l'ONU. Partis 4 500, ils étaient revenus 900. Revenu en Turquie, il vivote en faisant le chauffeur de taxi pour les clients américains qui fréquentent l'hôtel Hilton. Il a été marié, mais son épouse a été assassinée par un membre du KGB.
Il a sauvé la vie d'un mercenaire surnommé « La Nonne », qui lui en est resté reconnaissant ; ce souvenir sauve la vie de Malko quand celui-ci est menacé par La Nonne (SAS broie du noir). Durant la guerre de Corée, Elko a connu un journaliste turc correspondant de guerre : Ismet Vanly. Malko rencontre ce dernier à Bagdad.
Dans le roman Le Bal de la comtesse Adler, au passage d'un enterrement chrétien, il fait le signe de croix (p. 185).
Cet homme d'action est aussi un derviche tourneur comme nous l'apprend le roman Dossier Kennedy.